# Seinäjoki
Seinäjoki er en by i det vestlige Finland, med et indbyggertal på 66.271(2024). Byen er hovedby i landskabet Södra Österbotten. Administrativt hører kommunen og landskabet under Vest og Indre Finlands regionsforvaltning. 
Seinäjoki blev grundlagt i 1868. 